# Gisella Bonomi
Gisella Julieta Bonomi (* 19. März 2000 in Santa Rosa) ist eine argentinische Handballspielerin, die insbesondere in der Variante Beachhandball auch international Erfolge feierte.

## Beachhandball

### Juniorinnenzeit
Gisella Bonomi lebt in Neuquén. Sie spielt für Club Alta Barda in Neuquén. Ihre Spielposition ist die des Pivot, im Beachhandball alternativ auch die der zentralen Defensivspielerin. Im Hallenhandball wurde sie 2014 in die argentinische U-14-Auswahl berufen.
Bonomi gehörte zunächst der Juniorennationalmannschaft Argentiniens im Beachhandball an. Mit dieser nahm sie an den erstmals ausgetragenen Panamerikanischen Beachhandball-Juniorenmeisterschaften 2017 (U 17) teil und gewann mit ihrer Mannschaft den Titel. Als beste Kreisläuferin wurde sie in das All-Star-Team gewählt. Das Turnier war zugleich die Qualifikation für die Beachhandball-Juniorenweltmeisterschaften 2017 in Flic-en-Flac auf Mauritius. Mit ihrer Mannschaft schlug sie dort in der Vorrunde Paraguay und Kroatien, unterlag jedoch Ungarn. In der Hauptrunde schlug Argentinien Taiwan, unterlag dann den Niederlanden. Als Hauptrundendritte zog sie mit Argentinien in die Viertelfinals ein, wo zunächst China besiegt wurde. Im Halbfinale unterlag man erneut den Niederlanden, im Spiel um den dritten Rang gelang ein Sieg über Portugal und damit der Gewinn der Bronzemedaille. Ein Jahr später waren die Olympischen Jugend-Sommerspiele 2018 in Buenos Aires in ihrer Heimat Argentinien der Saisonhöhepunkt. Beachhandball ersetzte erstmals Hallenhandball und war erstmals überhaupt olympisch. In der Vorrunde schlug man die Mannschaften aus der Türkei, aus Paraguay, Venezuela und Hongkong. Einzig das letzte Gruppenspiel, erneut gegen die Niederlande, ging verloren. Im Spiel gegen die Türkei war sie mit 16 Punkten die Topscorerin, in bei den anderen Siegen jeweils die zweitbeste Scorerin ihres Teams nach Caterina Benedetti. Im Spiel gegen die Niederlande kam Bonomi nur kurz zum Einsatz und konnte kein Tor erzielen. Waren die Spiele in der Vorrunde immer eindeutige Angelegenheiten, wurden sie in der Hauptrunde enger, alle drei Spiele gingen ins Shootout. Nachdem man Kroatien geschlagen hatte – erneut kam Bonomi nur zu wenig Einsatzzeit und erzielte nur vier Punkte –, unterlag man dem Team aus Ungarn und gewann danach denkbar knapp gegen Taiwan. Gegen Ungarn war sie mit 14 erzielten Punkten wieder die beste Scorerin. Als drittplatziertes Team der Hauptrunde traf man auf einen der beiden Angstgegner Ungarn. Obwohl die Ungarinnen in der Addition sogar einen Punkt mehr erzielt hatten, gewannen die Argentinierinnen ein hart umkämpftes Spiel glücklich im Shootout. Gemeinsam mit Fiorella Corimberto war Bonomi mit zehn erzielten Punkten beste argentinische Scorerin des Spiels. Im Finale trafen die Argentinierinnen erneut auf Kroatien und besiegten diese mit 2-0 Sätzen. Erneut war Bonomi, dieses Mal gemeinsam mit Carolina Ponce mit zehn Punkten beste Scorerin Argentiniens. Sie gewann damit mit Argentinien die erste olympische Goldmedaille im Beachhandball. Mit 87 erzielten Punkten war sie gemeinsam mit Benedetti erfolgreichste argentinische Scorerin des Turniers.

### Spielerin im Seniorinnenbereich

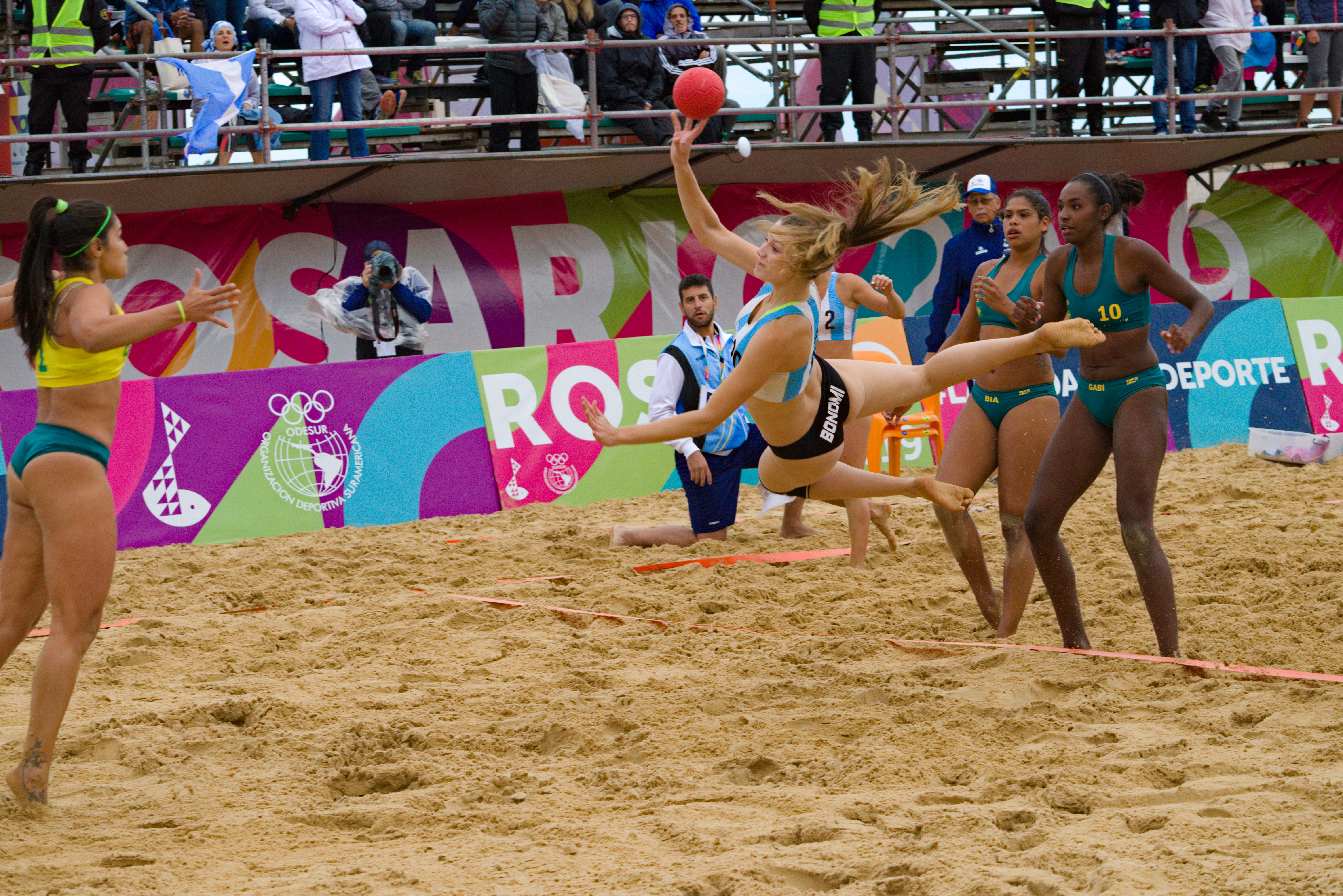
Bonomi beim Torwurf im Finale der South American Beach Games 2019

#### Nationalmannschaft
Anschließend rückte Bonomi gemeinsam mit ihren langjährigen Mitstreiterinnen in der Juniorinnen-Nationalmannschaft Carolina Ponce, Zoe Turnes, Fiorella Corimberto und Caterina Benedetti in die Beachhandball-A-Nationalmannschaft Argentiniens auf. Erste internationale Meisterschaften wurden die South American Beach Games 2019 in Rosario. In der Vorrunde wurden Paraguay, Chile und Peru geschlagen und die Argentinierinnen gingen als Tabellenerste ins Halbfinale. Dort wurde Venezuela mit 2-0 besiegt. Im Finale traf man mit Brasilien auf eine der stärksten Mannschaften der Welt. Das Finale war hart umkämpft und ging bis in den Shootout. Es war ihr erster internationaler Titel bei den Frauen. Im weiteren Jahresverlauf gehörte Bonomi auch dem Kader Argentiniens für die Süd- und Mittelamerikanischen Beachhandballmeisterschaften 2019 in Maricá in Brasilien an. Mit Fiorella Corimberto, Lucila Balsas und Zoe Turnes rekrutierte sich das Team erneut fast zur Hälfte aus Spielerinnen die bei den Olympischen Jugendspielen Gold gewonnen hatten. In der Qualifikationsrunde wurden die Vertretungen aus Paraguay und Chile geschlagen, gegen die Mannschaften Uruguays und der Gastgeber verlor das argentinische Team. Als dritter der Qualifizierungsrunde erreichte man das Halbfinale, in dem Uruguay dieses Mal im Shootout geschlagen wurde. Im Finale unterlag man Brasilien klar, qualifizierte sich damit aber für die World Beach Games 2019 in Katar, da Brasilien schon aufgrund der Platzierung bei der letzten Weltmeisterschaft qualifiziert war. Hier spielte Bonomi mit Argentinien eine sehr gute Hauptrunde, in der neben den USA und Tunesien auch die Weltklassemannschaften aus Dänemark und Ungarn geschlagen wurden. Einzig Brasilien musste man sich erneut geschlagen geben. Im Viertelfinale musste sich Argentinien dem überraschend starken Team aus Vietnam geschlagen geben. In den Platzierungsspielen schlug Argentinien danach klar den amtierenden Weltmeister Griechenland, unterlag danach im Spiel um Rang fünf Polen deutlich und wurde Sechste.
Nach längerer Pause aufgrund der COVID-19-Pandemie fand im April 2022 erstmals wieder ein internationales Turnier in Südamerika statt, Bonomi stand zum fünften Mal im A-Aufgebot Argentiniens. Es sollte der größte Erfolg auf kontinentaler Ebene werden. Obwohl in der Vorrunde gegen Uruguays und Brasilien jeweils im Shootout verloren wurde, konnte sich Argentinien mit drei Siegen aus fünf Spielen problemlos als Drittplatzierte Mannschaft für das Halbfinale qualifizieren. Dort wurde Uruguay in einem eng umkämpften Spiel in zwei Sätzen geschlagen und das Finale gegen die langjährigen Rivalinnen aus Brasilien erreicht. Gegen den Angstgegner wurde der erste Satz deutlich mit 10:15 verloren, der zweite Satz knapp mit 17:16 gewonnen und damit der Shootout um den Sieg erreicht. Diesen gewann Argentinien nach einem langen Kampf mit 11:10 und gewann nach dem Titel bei den Südamerikanischen Beachgames 2019 erstmals auch den Meistertitel auf kontinentaler Ebene. Bonomi wurde ins All-Star-Team des Turniers gewählt.

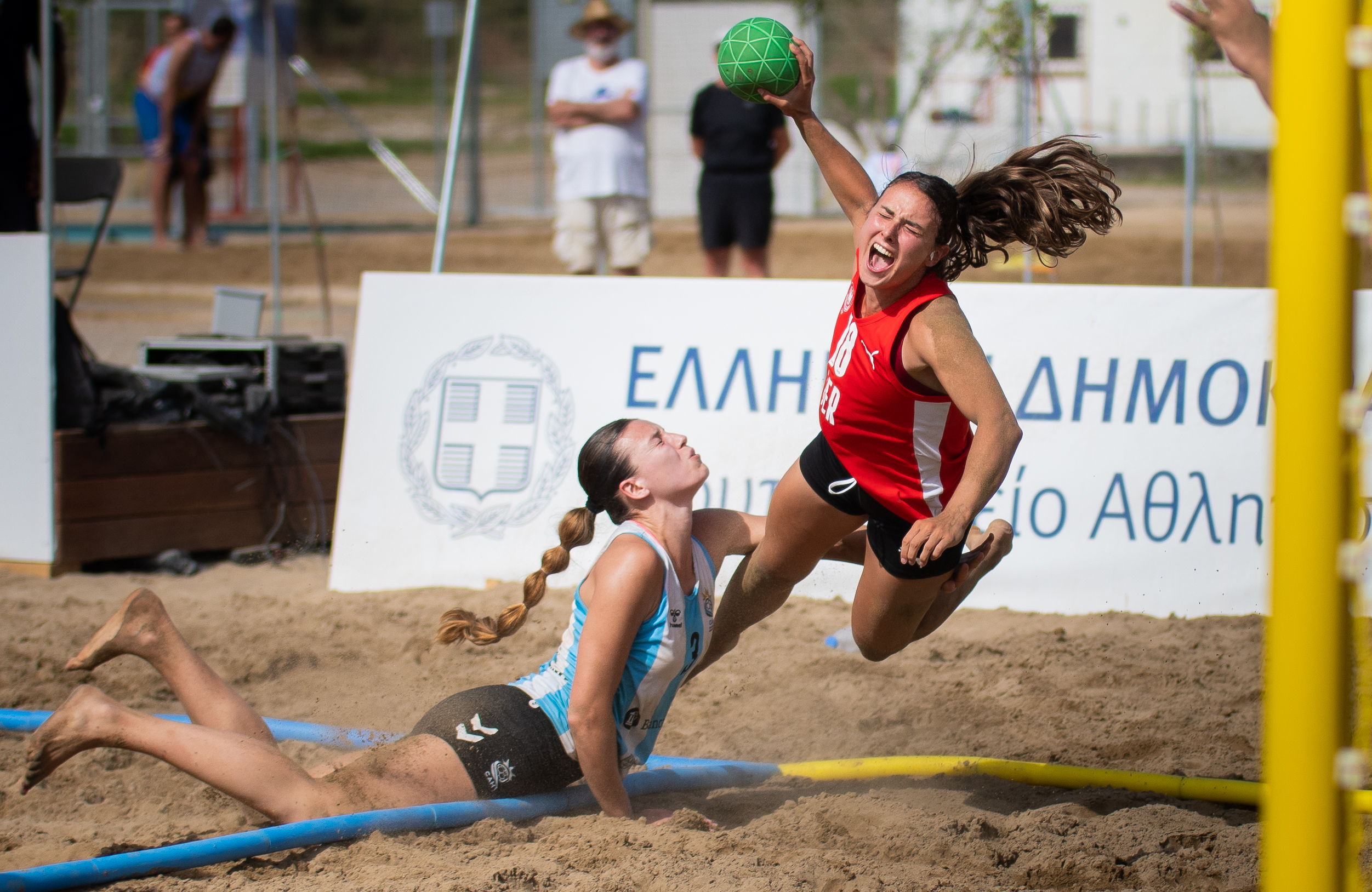
Bonomi beim Versuch Sarah Irmler beim Hauptrundenspiel der WM 2022 gegen den späteren Weltmeister Deutschland am Wurf zu hindern

Auf die gelungene Qualifikation folgten die Weltmeisterschaften 2022 auf Kreta, wo Argentinien Siebte wurde und sich die hohen Erwartungen nicht völlig erfüllten. Während einer Zeremonie bei der Eröffnung, bei der 30 Jahre Beachhandball gefeiert wurden, wurde Bonomi stellvertretend für die jüngeren Spielerinnen ausgewählt, um die Zukunft des Sports zu verkörpern. Weitaus besser lief es bei den World Games 2022 in Birmingham wenige Wochen später. Hier waren einzig Deutschland und Norwegen stärker, Bonomi gewann die Bronzemedaille.

#### Vereinsebene
Im Februar 2019 gewann Bonomi mit ihrer Mannschaft ACHA de Mar del Plata, zu der auch alle übrigen Goldmedaillengewinnerinnen der Olympischen Jugendspiele, Fiorella Corimberto, Rosario Soto, Carolina Ponce, Caterina Benedetti, Lucila Balsas, Belén Aizen, Zoe Turnes und Jimena Riadigos gehörten, den Titel bei der erstmals ausgetragenen argentinischen Beachhandball-Sommertour. Trainiert wurden sie von ihrer Trainerin in den argentinischen U-Nationalmannschaften Leticia Brunati. Im Sommer 2021 spielte Bonomi in Spaniens Beachhandball-Sommertour Arena 1000. Mit dem Verein Maruja Limón Club Balonmano Utrera Playa aus Sevilla wurde sie 2021 spanische Vizemeisterin.
2018 wurde Bonomi mit dem Premios Pehuén, dem Preis des Sportverbandes der Provinz Neuquén ausgezeichnet.

## Erfolge
| World Games - 2022: World Beach Games - 2019: 6. Beachhandball-Weltmeisterschaften - 2022: 7. South American Beach Games - 2019: Süd- und Mittelamerikanische Beachhandballmeisterschaften - 2019: - 2022: | Olympische Jugendspiele - 2018: Beachhandball-Juniorenweltmeisterschaften - 2017: Panamerikanische Beachhandball-Juniorenmeisterschaften - 2017: | Argentinische Beachhandball-Sommertour - 2019: Spanische Beachhandball-Sommertour - 2021: |